# Automne, portrait de Lydia Cassatt
Automne, portrait de Lydia Cassatt – en anglais Autumn, Portrait of Lydia Cassatt – est un tableau réalisé par la peintre américaine Mary Cassatt en 1880. De format vertical, cette huile sur toile est un portrait de Lydia Cassatt, la sœur de l'artiste. Aperçue par son profil gauche, la jeune femme y figure assise sur un banc d'un parc arboré, à l'automne. Habillée de vêtements de couleur rouille rehaussés par un chapeau et une écharpe noirs, elle paraît ainsi comme une allégorie de cette saison.
Montrée lors de la sixième exposition impressionniste, en 1881 à Paris, en France, l'œuvre est conservée au Petit Palais.